# Ligne d'Aiffres à Ruffec
La ligne d'Aiffres à Ruffec est une ligne ferroviaire du sud-ouest de la France qui reliait la gare de Niort à celle de Ruffec.
Déclassée dans sa quasi-totalité, elle est encore en état dans la section de Niort à Prahecq (PK 0,000 à 5,350).
Elle constitue la ligne no 578 000 du réseau ferré national.

## Histoire

### Mise en service
Les premiers projets de ligne reliant Ruffec à Niort datent de 1853. Il est prévu de faire un embranchement à partir de Aiffres, qui est déjà relié à Niort par la ligne Bordeaux - Chartres (d'où le nom Aiffres - Ruffec).
La ligne est déclarée d'utilité publique par décret impérial le 19 juin 1868. Elle est concédée à la Compagnie des chemins de fer des Charentes à titre définitif par une loi le 23 mars 1874.
La compagnie est rachetée par l'État selon les termes d'une convention signée le 31 mars 1877 entre le ministre des Travaux publics et la compagnie. Ce rachat est approuvé par une loi le 18 mai 1878. La ligne en construction est alors intégrée au réseau de l'Administration des chemins de fer de l'État.
Quatre projets sont proposés, mais celui proposant un trajet mêlant les lignes droites et les détours par les villages est retenu. La ligne était à double voie de Ruffec jusqu'à la Faye, le reste étant à voie unique. 
La ligne de chemin de fer secondaire à voie métrique des CFD Réseau des Charentes et Deux-Sèvres de Saint-Jean-d'Angély à Saint-Saviol, ouverte en 1896,
franchissait celle de Ruffec à Aiffres 2 km environ après la station de Chef-Boutonne en allant vers Niort.
La ligne a été mise en service le 23 février 1885 et fermée au trafic voyageurs le 2 octobre 1938. En 1972, elle restait exploitée en service ce marchandises jusqu'à Chef-Boutonne.

### Exploitation
Il y avait trois aller-retour de trains voyageurs et deux de trains marchandises. Ils parcouraient la totalité de la ligne en trois heures en 1885, deux heures et demie en 1914 puis deux en 1937. Les locomotives étaient de type 120.

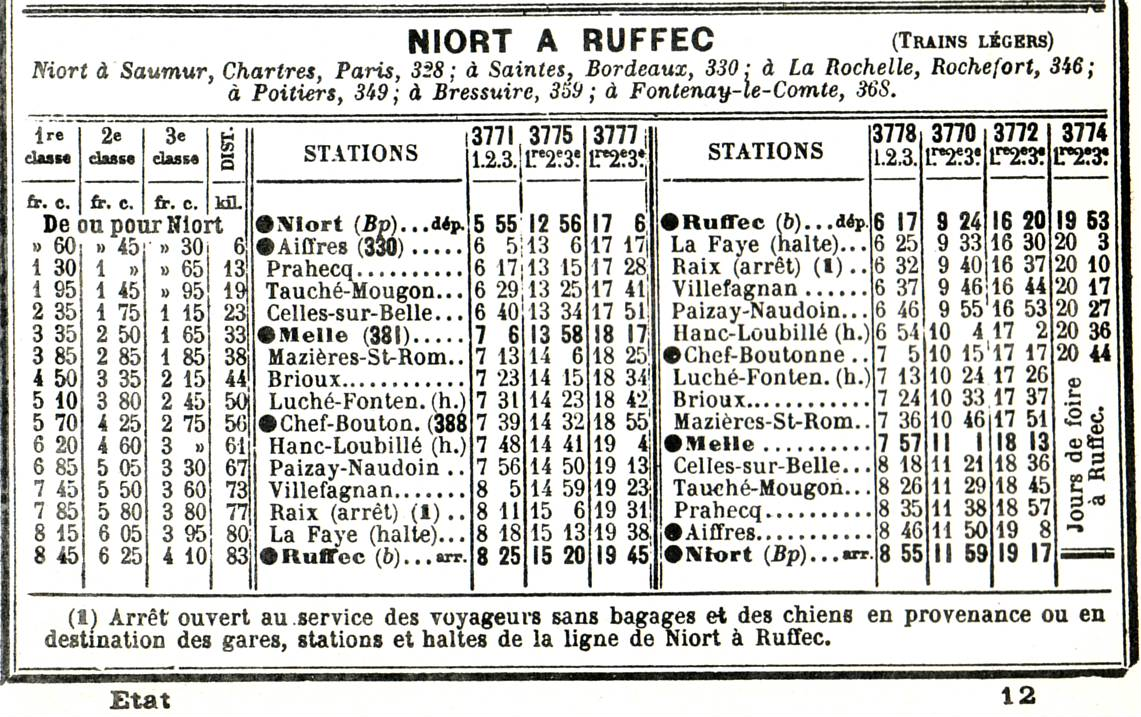
Horaires de la ligne en mai 1914

### Fermetures
L'arrivée des automobiles et des autocars entraîna une baisse de la fréquentation. A la reprise de la ligne par la SNCF, ceux-ci décidèrent de fermer la ligne au trafic voyageur.
Des autocars transportaient les voyageurs tandis que la ligne n’accueillait plus que le trafic marchandises.
En 1949, les élus locaux réussirent à obtenir le rétablissement de circulations voyageurs avec des autorails.
Ce service fut stoppé en 1954, et la même année le trafic marchandises sur la section Chef-Boutonne - Ruffec fut suspendu. Plus aucun train ne circula à partir de 1977 avec la fin des trains de marchandises sur Melle - Chef-Boutonne. 
En 2011, il ne reste donc plus que la section Niort Prahecq.

### Dates de déclassement
- Chef-Boutonne à Paizay-Naudoin (PK 49,790 à 60,900) : 12 novembre 1954
- Paizay-Naudoin à Ruffec (PK 60,900 à 76,500) : 24 mai 1960
- Melle à Chef-Boutonne (PK 27,290 à 49,790) : 29 janvier 1979
- Prahecq à Melle (PK 5,350 à 27,290) : 10 novembre 1993